# John Walton (Dartspieler)
John Michael Walton (* 10. November 1961 in Bradford, Yorkshire) ist ein englischer Dartspieler.
Im Januar 2001 gewann er als erster Brillenträger überhaupt die Weltmeisterschaft der BDO gegen Ted Hankey mit 6:2 in Sätzen.

## Karriere
John Waltons Profidartskarriere bei der BDO begann im Jahr 1995. Damals spielte er sich bei den European Masters unter die letzten 16. Im darauffolgenden Jahr konnte Walton bei den Isle of Man Open das Viertelfinale erreichen.
Im Dezember 1996 erfolgte Waltons erste Teilnahme an einem Major-Turnier. Beim World Masters zog er in die Runde der letzten 32 ein, verlor dann aber mit 1:2 gegen Peter Hinkley.
1998 spielte sich Walton bei den British Open ins Viertelfinale und bei den German Open – seinem ersten Turnier, welches auch zum Circuit der Professional Darts Corporation (PDC) gehörte – sogar ins Halbfinale. Beim British Pentathlon erreichte Walton den dritten Platz. Das World Masters endete für Walton bereits im zweiten Spiel. Mit 1:2 unterlag er Chris Mason.
Im Januar 1999 durfte Walton dann erstmals an der BDO World Darts Championship teilnehmen. In seinem Erstrundenspiel gegen Roland Scholten konnte er jedoch keinen Satz gewinnen. Im darauffolgenden Jahr erreichte er das Viertelfinale bei den Welsh Open und zwei Halbfinale beim British Classic und dem Jersey Festival of Darts. Beim World Masters zog Walton erstmals ins Achtelfinale ein, in welchem er Wayne Jones unterlag.
Walton verpasste zwar die erneute WM-Qualifikation, machte dies allerdings durch einen Sieg bei den Welsh Open im Mai 2000 wieder wett. Bei den Belgium Open unterlag er im Finale Co Stompé.
Beim World Masters setzte sich Walton gegen Sean McGowan, Martyn Freeman, Steve Brown, Mitchell Crooks, Andy Jenkins und Chris Mason durch und zog damit erstmals in ein Major-Finale ein. In diesem lieferte er sich ein enges Match gegen Mervyn King, konnte sich jedoch im letzten Satz durchsetzen und damit den Titel erringen. Dieser Sieg bescherte Walton insgesamt £8.000.
Nach diesem Sieg war Walton erneut Teil der BDO World Darts Championship 2001. In der ersten Runde gewann er mit 3:1 gegen Ritchie Davies und traf damit in der zweiten Runde auf den Erstgesetzten und seinen Finalgegner beim World Masters Mervyn King, gegen den sich Walton überraschend deutlich mit 3:0 durchsetzen konnte.
Ein weiterer Whitewash in Sätzen gelang Walton im Viertelfinale gegen Marko Pusa. Das Halbfinale endete mit 5:3 gegen Wayne Mardle ebenfalls glücklich für Walton, sodass dieser bei seiner zweiten WM-Teilnahme erstmals ins Finale einzog. In diesem behielt er gegen Ted Hankey die Oberhand und wurde nach einem 6:2-Erfolg zum Weltmeister gekrönt. Insgesamt erhielt er dafür ein Preisgeld von £46.000 überreicht.
Im darauffolgenden Jahr erreichte Walton mehrere Finals bei Turnieren, von denen er die Scottish Open, die Belgium Open, das British Classic, die British Open und beim WDF World Cup den Doppel- und den Teamwettbewerb gewinnen konnte. Lediglich im Einzel scheiterte Walton vorzeitig im Halbfinale an seinem Doppelpartner Andy Fordham. Beim World Masters 2001 nach drei Siegen im Achtelfinale gegen Jarkko Komula aus.
Bei der BDO World Darts Championship 2002 gewann der Titelverteidiger, welcher nun an Nummer eins gesetzt war, sein Auftaktmatch gegen Andy Fordham ohne Probleme mit 3:0. In der zweiten Runde wurde er jedoch von Colin Monk bis in den letzten Satz gezwungen, den Monk schließlich gewann, und schied damit aus dem Turnier aus.
Im Juni 2002 gewann Walton erstmals das British Pentathlon. Ebenfalls nahm er an der World Darts Trophy teil, wo er in der zweiten Runde gegen Tony O’Shea verlor. Beim WDF Europe Cup erreichte Walton das Einzel-Viertelfinale.
Das World Masters 2002 verlief vergleichsweise enttäuschend für Walton. Nach einem Sieg schied Walton in der dritten Runde gegen Paul Williams aus. Auch beim Doeland Grand Masters, wo Walton erstmals teilnahm, scheiterte er, ohne einen Sieg gegen Bob Taylor, Colin Monk oder Mervyn King erreichen zu können, bereits in der Gruppenphase.
Bei der BDO World Darts Championship 2003 gewann Walton sein Erstrundenmatch gegen Martin Phillips mit 3:2, schied dann jedoch satzlos gegen Ritchie Davies aus. Im darauffolgenden Jahr erreichte Walton bei den German Open das Halbfinale und beim British Classic das Finale, welches er gegen den Mark Forman verlor. Bei den Denmark Open kam er ins Halbfinale. Die World Darts Trophy endete nach einem Sieg über Co Stompé erneut in der zweiten Runde.
Beim World Masters 2003 konnte sich Walton erstmals wieder für das Viertelfinale qualifizieren, welches er mit 1:3 gegen den späteren Turniersieger Tony West verlor. Beim Doeland Grand Masters scheiterte er dafür erneut in der Gruppenphase, obwohl er Bob Taylor im zweiten Spiel mit 5:3 schlagen konnte. Er verlor jedoch zuvor gegen den Gruppensieger Stephen Bunting mit 4:5.
Bei der BDO World Darts Championship 2004 siegte Walton in der ersten Runde mit 3:2 gegen Tony Eccles. Auch in der zweiten Runde gelang ihm ein Sieg. Mit 3:1 setzte er sich gegen den Norweger Robert Wagner durch und zog damit ins Viertelfinale ein. In diesem ließ ihm Raymond van Barneveld jedoch wenig Chancen und zog mit 1:5 an Walton vorbei.
Im Jahr 2004 spielte sich Walton bei den Welsh Open ins Viertelfinale, konnte jedoch bis zur zweiten Jahreshälfte keine weiteren größeren Erfolge erzielen. Bei der World Darts Trophy scheiterte er erstmals in der ersten Runde an Ted Hankey. Beim WDF Europe Cup 2004 siegte Walton als Teil der englischen Mannschaft beim Teamwettbewerb. Das World Masters endete für Walton im Achtelfinale. Dafür setzte Walton sich erstmals in der Gruppenphase beim Doeland Grand Masters durch. Nach zwei 5:2-Erfolgen gegen Andre Brantjes und Robert Wagner traf er im Viertelfinale auf Ted Hankey, welches er mit 0:3 verlor.
Bei der BDO World Darts Championship 2005 gewann Walton zunächst gegen Dave Routledge mit 3:1, schied dann aber salzlos gegen Darryl Fitton aus. Bei den Dutch Open zog Walton nach Siegen über Tony O’Shea, Co Stompé, Vincent van der Voort und Martin Adams erstmals ins Finale ein. In diesem behielt jedoch Tony Eccles mit 0:3 klar die Oberhand.
Bei den Belgium Open erreichte Walton das Halbfinale und bei den Denmark Open das Viertelfinale. Auch bei der World Darts Trophy zog Walton, nachdem er Co Stompé und Ted Hankey geschlagen hatte, erstmals ins Viertelfinale ein. Dieses verlor er mit 4:5 knapp gegen Mike Veitch. Beim World Masters 2005 erreichte Walton das Halbfinale, indem er mit 3:6 Goran Klemme unterlag. Das Leendesk Masters endete für Walton wieder einmal in der Gruppenphase. Nachdem er gegen Darryl Fitton verloren und gegen Tony West gewonnen hatte, entschied die Legdifferenz zugunsten von Fitton.
Bei der BDO World Darts Championship 2006 schied Walton erstmals seit seiner ersten Teilnahme 1999 wieder in der ersten Runde aus. 0:3 lautete das Ergebnis gegen Stephen Roberts. Zwei Viertelfinals erreichte er danach bei den Finnish Open und den Welsh Open. Im Juni gewann er das British Pentathlon.
Bei der World Darts Trophy siegte Walton zwar knapp gegen Shaun Greatbatch, musste sich in der zweiten Runde aber Phil Taylor geschlagen geben. Beim World Masters erreichte Walton das Viertelfinale, welches Steve Farmer mit 1:3 für sich entschied. Zu einer Halbfinalteilnahme kam es noch beim World Darts Event und einem Viertelfinaleinzug bei den Swedish Open.
Die BDO World Darts Championship 2007 begann für Walton wieder mit einem Sieg. Mit 3:2 setzte er sich gegen Brian Buur aus Dänemark durch. Auch sein Zweitrundenmatch ging in den letzten Satz, in diesem behielt jedoch Gary Robson die Oberhand.
Im April 2007 unterlag Walton im Finale der German Open Martin Adams. Hinzu kamen zwei Finals bei den Granite City Open und dem IDPA Lakeside Classic. Bei der letzten World Darts Trophy schied Walton ohne Satzgewinn gegen Adrian Lewis aus. Beim WDF World Cup gewann Walton erneut als Teil des englischen Teams den Mannschaftswettbewerb.
Beim World Masters 2007 sorgte Walton für ein Novum, indem er im Achtelfinale gegen Martin Phillips ein Nine dart finish erzielte. Er war damit der erste Spieler, dem dies bei einer Fernsehübertragung dieses Turniers gelang, und strich ein Extra-Preisgeld von £2.000 ein. Walton gewann das Spiel mit 3:1 und setzte sich auch im darauffolgenden Viertelfinale mit 3:1 gegen Tony O’Shea durch. Erst im Halbfinale verlor er mit 1:6 gegen den späteren Turniersieger Robert Thornton. Beim Zuiderduin Masters scheiterte Walton nach einem Sieg über Mario Robbe und einer Niederlage gegen Darryl Fitton erneut in der Gruppenphase.
Die BDO World Darts Championship 2008 endete für Walton bereits in Runde eins, als er gegen Robert Thornton keinen Satz gewinnen konnte. Im darauffolgenden Jahr spielte er sich in das Finale des British Pentathlon und siegte an der Seite von Martin Adams im Doppelwettbewerb des WDF Europe Cups. Bei den British Open kam er bis ins Viertelfinale. Das World Masters endete für Walton kurz vor dem Achtelfinale.
Bei der BDO World Darts Championship 2009 spielte sich Walton nach einem 3:0-Erfolg über Shaun Greatbatch und einem 4:0-Sieg gegen Mark Webster ohne Satzverlust ins Viertelfinale. Dieses musste er dann jedoch mit 1:5 an Ted Hankey abgeben, welcher im Finale seinen zweiten WM-Titel erreichte.
Bei den Dutch Open kam Walton daraufhin ins Viertelfinale und warf später bei den Antwerp Open erneut einen 9-Darter. Im August scheiterte bei den Belgium Open im Finale an John Henderson. Das World Masters endete für Walton nach zwei Siegen und einer Niederlage gegen Tony West in der dritten Runde.
Im Finale der Flanders Open konnte sich Walton mit 3:1 gegen Steve West durchsetzen. Beim Zuiderduin Masters scheiterte er jedoch nach einem 5:1-Erfolg gegen Ron Meulenkamp im finalen Spiel der Gruppe denkbar knapp am Einzug ins Viertelfinale, indem er gegen Gary Robson mit 4:5 verlor.
Bei der BDO World Darts Championship 2010 verlor Walton bereits sein Auftaktmatch mit 2:3 gegen Willy van de Wiel. Daraufhin nahm er im Februar am Six Nations Cup, einem Exhibition Turnier, teil. Diesen konnte er nicht nur als Teil des englischen Teams gewinnen, sondern dabei erneut ein perfektes Leg erzielen.
Im Juni 2010 gewann Walton das Finale des British Pentathlon gegen Martin Adams. Einen Monat später gewann er auch das Finale des England Masters, diesmal mit 5:3 gegen Dean Winstanley. Es folgten zwei Halbfinalteilnahmen beim Welsh Masters und beim Welsh Classic. Beim World Masters im Oktober verfehlte Walton aufgrund einer 2:3-Niederlage gegen Jan Dekker den Achtelfinaleinzug.
Walton versuchte sich daraufhin erstmals daran, sich für ein PDC-Turnier zu qualifizieren. Beim Wild Card Qualifier für den Grand Slam of Darts scheiterte er jedoch im Viertelfinale. Beim Zuiderduin Masters schied Walton diesmal ohne Sieg in der Gruppenphase aus. Beide Spiele verlor er dabei im Letzten Leg gegen Tony O’Shea und Alan Norris.
Einen Sieg in der ersten Runde gab es für Walton bei der BDO World Darts Championship 2011, nachdem er sich mit 3:1 gegen Dave Prins durchsetzte. In der zweiten Runde unterlag er allerdings im letzten Satz Martin Adams, welches später seinen dritten Weltmeistertitel gewann.
Bei den Dutch Open erreichte Walton daraufhin das Halbfinale, ebenso wie bei den Antwerp Open. Auch beim BDO Gold Cup im Juli scheiterte Walton er im Semifinale. Dafür gewann er eine Woche später erneut das England Masters. Diesmal setzte er sich mit 5:3 gegen Ross Montgomery durch.
Beim World Masters war Walton in diesem Jahr im Achtelfinale gesetzt, scheiterte jedoch mit 1:3 an Glen Durrant. Daraufhin spielte er sich bei den British Open ins Viertel- und bei den Turkish Open ins Halbfinale. Beim Zuiderduin Masters konnte er bei der achten Teilnahme zum siebten Mal nicht das Viertelfinale erreichen. Er gewann zwar mit 5:3 gegen Salmon Renyaan aus den Niederlanden, unterlag jedoch dem Gruppensieger Darryl Fitton mit 4:5.
Bei der BDO World Darts Championship 2012 schied Walton mit 1:3 gegen Martin Atkins aus. Im darauffolgenden Jahr gelangen Walton kaum größere Erfolge. Zwei Viertelfinalteilnahmen bei den British Open und dem England Matchplay konnte er einstreichen. Beim World Masters scheiterte er in der Runde der letzten 32 an Steve Douglas. Außerdem nahm er zum letzten Mal in seiner Karriere am Zuiderduin Masters teil. Er schaffte es jedoch auch in diesem Jahr nicht über die Gruppenphase hinaus und verlor gegen Ross Montgomery und Steve Douglas.
Bei der BDO World Darts Championship 2013 schied Walton ohne Satzgewinn gegen Tony O’Shea aus. Im April desselben Jahres kam er ins Viertelfinale der Polish Open. Und später im August erreichte er das Viertelfinale der British Classic. Beim World Masters gewann Walton kein Spiel. Außerdem verpasste er erstmals seit 2000 wieder die WM-Qualifikation.
Im April 2014 unterlag Walton im Viertelfinale des German Masters Ross Montgomery. Auch bei den Welsh Open verlor er im Viertelfinale, diesmal gegen Martin Phillips. Beim BDO Gold Cup zog er sogar ins Halbfinale ein. Mit 0:2 unterlag er hier dem Turniersieger Wayne Warren. Beim World Masters 2014 scheiterte Walton nach zwei Siegen an Willem Mandigers. Zum Abschluss des Jahres gewann Walton die Malta Open nach einem Finalsieg über den Griechen Kostas Pantelidis.
Im Januar 2015 versuchte sich Walton zum ersten Mal an der PDC Qualifying School. Am zweiten Tag erreichte er dabei das Achtelfinale, jedoch reichte seine Leistung nicht aus, um sich eine Tour Card zu erspielen. Daraufhin spielte der die UK Open Qualifiers und die PDC Challenge Tour, wobei er bei letzterem einmal das Achtelfinale erreichte. Er entschied sich jedoch vorerst gegen eine weitere Teilnahme an den Turnieren der PDC und wechselte zurück zu BDO.
Im Juli 2015 erreichte er das Finale beim British Pentathlon, welches er gegen Jamie Hughes verlor. Beim World Masters scheiterte Walton zwar erneut früh, absolvierte jedoch erfolgreich den WM-Qualifier. Im November 2015 scheiterte Walton im Finale der Malta Open am Türken Umit Uygunsozlu.
Bei der BDO World Darts Championship 2016 gewann Walton sein Vorrundenspiel gegen den Australier Rob Modra ohne größere Schwierigkeiten mit 3:0. In der zweiten Runde konnte er seinen Gegner Brian Dawson bis in den letzten Satz zwingen, musste sich dann jedoch geschlagen geben.
In den folgenden Jahren stellte Walton den Profidartsport immer weiter in den Hintergrund. 2016 erreichte er das Achtelfinale beim BDO Gold Cup, scheiterte jedoch deutlich an der erneuten WM-Qualifikation und schied beim World Masters in der Vorrunde aus. 2018 dann kam es zu einer Finalteilnahme bei den British Open und dem Erreichen der Runde der letzten 32 beim World Masters jedoch verfehlte er erneut die Teilnahme an der Weltmeisterschaft. Beim World Masters 2019 verlor Walton sein erstes Spiel, seitdem ist Walton weder bei der PDC, noch bei der WDF in Erscheinung getreten.

## Weltmeisterschaftsresultate

### BDO
- 1999: 1. Runde (0:3-Niederlage gegen  Roland Scholten)
- 2001: Sieger (6:2-Sieg gegen  Ted Hankey)
- 2002: 2. Runde (2:3-Niederlage gegen  Colin Monk)
- 2003: 2. Runde (0:3-Niederlage gegen  Richie Davies)
- 2004: Viertelfinale (1:5-Niederlage gegen  Raymond van Barneveld)
- 2005: 2. Runde (0:3-Niederlage gegen  Darryl Fitton)
- 2006: 1. Runde (0:3-Niederlage gegen  Stephen Roberts)
- 2007: 2. Runde (1:4-Niederlage gegen  Phill Nixon)
- 2008: 1. Runde (0:3-Niederlage gegen  Robert Thornton)
- 2009: Viertelfinale (1:5-Niederlage gegen  Ted Hankey)
- 2010: 1. Runde (2:3-Niederlage gegen  Willy van de Wiel)
- 2011: 2. Runde (3:4-Niederlage gegen  Martin Adams)
- 2012: 1. Runde (1:3-Niederlage gegen  Martin Atkins)
- 2013: 1. Runde (0:3-Niederlage gegen  Tony O’Shea)
- 2016: 1. Runde (2:3-Niederlage gegen  Brian Dawson)

### WSDT
- 2022: Viertelfinale (1:3-Niederlage gegen  Terry Jenkins)

## Turnierergebnisse
| Turnier                           | 1995                       | 1996                       | 1997                       | 1998                       | 1999                       | 2000                       | 2001                       | 2002                       | 2003                       | 2004                       | 2005                       | 2006                       | 2007                       | 2008                       | 2009                       | 2010                       | 2011                       | 2012                       | 2013                       | 2014                       | 2015                       | 2016                       | 2017               | 2018               | ......             | 2022              |
| --------------------------------- | -------------------------- | -------------------------- | -------------------------- | -------------------------- | -------------------------- | -------------------------- | -------------------------- | -------------------------- | -------------------------- | -------------------------- | -------------------------- | -------------------------- | -------------------------- | -------------------------- | -------------------------- | -------------------------- | -------------------------- | -------------------------- | -------------------------- | -------------------------- | -------------------------- | -------------------------- | ------------------ | ------------------ | ------------------ | ----------------- |
| BDO-Major-Turniere                |                            |                            |                            |                            |                            |                            |                            |                            |                            |                            |                            |                            |                            |                            |                            |                            |                            |                            |                            |                            |                            |                            |                    |                    |                    |                   |
| Weltmeisterschaft                 | n/t                        | nicht qualifiziert         | nicht qualifiziert         | nicht qualifiziert         | 1R                         | n/q                        | S                          | AF                         | AF                         | VF                         | AF                         | 1R                         | AF                         | 1R                         | VF                         | 1R                         | AF                         | 1R                         | 1R                         | n/q                        | n/q                        | 1R                         | nicht qualifiziert | nicht qualifiziert | nicht qualifiziert | n/a               |
| World Masters                     | n/t                        | 3R                         | n/t                        | 2R                         | AF                         | S                          | 4R                         | 2R                         | VF                         | AF                         | VF                         | VF                         | HF                         | 5R                         | 3R                         | 5R                         | AF                         | 5R                         | 2R                         | 3R                         | 2R                         | VR                         | n/t                | 5R                 | n/t                | n/a               |
| WDF-Platin-/Major-Turniere        |                            |                            |                            |                            |                            |                            |                            |                            |                            |                            |                            |                            |                            |                            |                            |                            |                            |                            |                            |                            |                            |                            |                    |                    |                    |                   |
| International League              | nicht ausgetragen          | nicht ausgetragen          | nicht ausgetragen          | nicht ausgetragen          | nicht ausgetragen          | nicht ausgetragen          | nicht ausgetragen          | nicht ausgetragen          | GP                         | GP                         | AF                         | GP                         | n/t                        | nicht ausgetragen          | nicht ausgetragen          | nicht ausgetragen          | nicht ausgetragen          | nicht ausgetragen          | nicht ausgetragen          | nicht ausgetragen          | nicht ausgetragen          | nicht ausgetragen          | nicht ausgetragen  | nicht ausgetragen  | nicht ausgetragen  | nicht ausgetragen |
| European Masters                  | AF                         | nicht ausgetragen          | nicht ausgetragen          | nicht ausgetragen          | nicht ausgetragen          | nicht ausgetragen          | nicht ausgetragen          | nicht ausgetragen          | nicht ausgetragen          | nicht ausgetragen          | nicht ausgetragen          | nicht ausgetragen          | nicht ausgetragen          | nicht ausgetragen          | nicht ausgetragen          | nicht ausgetragen          | nicht ausgetragen          | nicht ausgetragen          | nicht ausgetragen          | nicht ausgetragen          | nicht ausgetragen          | nicht ausgetragen          | nicht ausgetragen  | nicht ausgetragen  | nicht ausgetragen  | nicht ausgetragen |
| World Trophy                      | nicht ausgetragen          | nicht ausgetragen          | nicht ausgetragen          | nicht ausgetragen          | nicht ausgetragen          | nicht ausgetragen          | nicht ausgetragen          | AF                         | AF                         | 1R                         | VF                         | AF                         | 1R                         | nicht ausgetragen          | nicht ausgetragen          | nicht ausgetragen          | nicht ausgetragen          | nicht ausgetragen          | nicht ausgetragen          | nicht ausgetragen          | nicht ausgetragen          | nicht ausgetragen          | nicht ausgetragen  | nicht ausgetragen  | nicht ausgetragen  | nicht ausgetragen |
| WDF World Cup                     | n/t                        | n/a                        | n/t                        | n/a                        | n/t                        | n/a                        | HF                         | n/a                        | n/t                        | n/a                        | n/t                        | n/a                        | 3R                         | n/a                        | n/t                        | n/a                        | n/t                        | n/a                        | n/t                        | n/a                        | n/t                        | n/a                        | n/t                | n/a                | n/t                | n/a               |
| WDF Europe Cup                    | n/a                        | n/t                        | n/a                        | n/t                        | n/a                        | n/t                        | n/a                        | VF                         | n/a                        | 2R                         | n/a                        | n/t                        | n/a                        | 3R                         | n/a                        | n/t                        | n/a                        | n/t                        | n/a                        | n/t                        | n/a                        | n/t                        | n/a                | n/t                | n/a                | n/t               |
| Finder Masters                    | unbekannt                  | unbekannt                  | nicht ausgetragen          | nicht ausgetragen          | nicht ausgetragen          | n/q                        | n/q                        | GP                         | GP                         | VF                         | GP                         | n/a                        | GP                         | n/q                        | GP                         | GP                         | GP                         | GP                         | nicht qualifiziert         | nicht qualifiziert         | nicht qualifiziert         | nicht qualifiziert         | n/t                | n/q                | n/a                | n/a               |
| WSD-Majorturniere (Senioren-Tour) |                            |                            |                            |                            |                            |                            |                            |                            |                            |                            |                            |                            |                            |                            |                            |                            |                            |                            |                            |                            |                            |                            |                    |                    |                    |                   |
| Weltmeisterschaft                 | nicht ausgetragen          | nicht ausgetragen          | nicht ausgetragen          | nicht ausgetragen          | nicht ausgetragen          | nicht ausgetragen          | nicht ausgetragen          | nicht ausgetragen          | nicht ausgetragen          | nicht ausgetragen          | nicht ausgetragen          | nicht ausgetragen          | nicht ausgetragen          | nicht ausgetragen          | nicht ausgetragen          | nicht ausgetragen          | nicht ausgetragen          | nicht ausgetragen          | nicht ausgetragen          | nicht ausgetragen          | nicht ausgetragen          | nicht ausgetragen          | nicht ausgetragen  | nicht ausgetragen  | nicht ausgetragen  | VF                |
| Karrierestatistiken               |                            |                            |                            |                            |                            |                            |                            |                            |                            |                            |                            |                            |                            |                            |                            |                            |                            |                            |                            |                            |                            |                            |                    |                    |                    |                   |
| Jahresendplatzierung              | unbekannt                  | unbekannt                  | unbekannt                  | unbekannt                  | unbekannt                  | unbekannt                  | 1                          | 8                          | 8                          | ?                          | 7                          | 14                         | 12                         | 15                         | 12                         | 20                         | 7                          | 38                         | 32                         | ?                          | 166                        | 303                        | –                  | 141                | –                  | ?                 |
| Verband                           | British Darts Organisation | British Darts Organisation | British Darts Organisation | British Darts Organisation | British Darts Organisation | British Darts Organisation | British Darts Organisation | British Darts Organisation | British Darts Organisation | British Darts Organisation | British Darts Organisation | British Darts Organisation | British Darts Organisation | British Darts Organisation | British Darts Organisation | British Darts Organisation | British Darts Organisation | British Darts Organisation | British Darts Organisation | British Darts Organisation | British Darts Organisation | British Darts Organisation | –                  | BDO                | –                  | WSD               |

| Legende zu den Turnierergebnissen | Legende zu den Turnierergebnissen | Legende zu den Turnierergebnissen | Legende zu den Turnierergebnissen | Legende zu den Turnierergebnissen | Legende zu den Turnierergebnissen | Legende zu den Turnierergebnissen | Legende zu den Turnierergebnissen | Legende zu den Turnierergebnissen | Legende zu den Turnierergebnissen |
| --------------------------------- | --------------------------------- | --------------------------------- | --------------------------------- | --------------------------------- | --------------------------------- | --------------------------------- | --------------------------------- | --------------------------------- | --------------------------------- |
| n/t                               | nicht teilgenommen                | n/q                               | nicht qualifiziert                | n/a                               | nicht ausgetragen                 | #R                                | Aus in jeweiliger Runde           | GP                                | Aus in der Gruppenphase           |
| AF                                | Achtelfinalist                    | VF                                | Viertelfinalist                   | HF                                | Halbfinalist                      | F                                 | Turnierfinalist                   | S                                 | Turniersieger                     |

## Titel

### BDO
- Majors
  - BDO World Darts Championship: (1) 2001
  - World Masters: (1) 2000
- Weitere
  - Welsh Open: (1) 2000
  - Scottish Open: (1) 2001
  - British Open: (1) 2001
  - British Pentathlon: (3) 2001, 2006, 2010
  - Flanders Open: (1) 2009
  - England Masters: (2) 2010, 2011
  - Malta Open: (1) 2014